# Podgórski (herb szlachecki)
Podgórski – polski herb szlachecki z nobilitacji.

## Opis herbu
W polu czerwonym podkowa złota, przeszyta strzałą srebrną.
klejnot - wieża uszkodzona, czerwona, na której dwie płonące pochodnie.
Labry czerwone, podbite złotem.
Powyższa rekonstrukcja herbu pochodzi od Tadeusza Gajla. Wcześniejsi autorzy rekonstruowali jednak herb nieco inaczej. Juliusz Karol Ostrowski dał podkowę i strzałę o barwach nieznanych (mimo że labry zamieścił podbite złotem), oraz strzałę umieścił pod podkową. Józef Szymański natomiast twierdzi, że strzała w herbie jest złota, zaś w klejnocie znajdują się nie pochodnie, a działa.

## Najwcześniejsze wzmianki
Nobilitacja Sebastiana Podgórskiego z 5 listopada 1581.

## Herbowni
Podgórski.